# Котлованное
Котлованное (каз. Котлован) — село в Карабалыкском районе Костанайской области Казахстана. Входит в состав Костанайского сельского округа. Код КАТО — 395045500.

## Население
В 1999 году население села составляло 266 человек (134 мужчины и 132 женщины). По данным переписи 2009 года, в селе проживали 202 человека (105 мужчин и 97 женщин).